# Fenoarivobe (distrikt)
Fenoarivobe är ett distrikt i Madagaskar.   Det ligger i regionen Bongolavaregionen, i den centrala delen av landet, 150 km nordväst om huvudstaden Antananarivo.